# Antoine Ruette
Pour les articles homonymes, voir Ruette.
Antoine Ruette, né en 1609 et mort en 1669, est un relieur français du XVIIe siècle, relieur du roi Louis XIV.
Il est le fils du relieur Macé Ruette, également relieur du roi.

## Biographie
Antoine Ruette naît en 1609 et commence son activité en 1637. La même année, il est reçu maître relieur. À la mort de son père Macé Ruette, en 1644, il reprend son atelier situé rue Saint-Jean-de-Latran à Paris, devant la fontaine Saint-Benoît.
Il est réputé pour ses décors de reliure « au semis » et aux fers filigranés, bien que leur qualité d'exécution ait été jugée relativement médiocre. Il devient relieur du roi Louis XIV, pour lequel il exécute des reliures ordinaires, ainsi que du cardinal de Richelieu.
Il meurt en 1669. Claude Le Mire lui succède au titre de relieur du roi (il n'existe presque aucun renseignement biographique sur ce relieur),.